# Vernonia proctorii
Vernonia proctorii là một loài thực vật có hoa trong họ Cúc. Loài này được Urbatsch miêu tả khoa học đầu tiên năm 1989.